# Szenes Piroska
Szenes Piroska (Marosszalatna, 1897. november 25. – New York, 1972. április 28.) felvidéki magyar regényíró, újságíró.

## Élete
Szenes Ignác Nátán és Weinberger Gizella lányaként született az Arad megyei Marosszlatinán. A Nyugat 1925-ös novellapályázatán dicséretet nyert, ettől kezdve könyvei Budapesten a Franklin Társulatnál jelentek meg. Két évvel később csehszlovákiai Besztercebányán telepedett le. 
Regényei közt a legnagyobb hírre a Csillag a homlokán tett szert, ezt a magyar politikusok hazaárulásnak tekintették, a szlovákok pedig lealacsonyítónak. (A történet egy többször is megerőszakolt, kiszolgáltatott cselédlány életét mutatja be). A regényt Schöpflin Aladár, Móricz Zsigmond és Kassák Lajos is megvédte. 1926-ban Budapesten házasságot kötött Majoros István (1900–1985) író, műfordítóval.
Első házassága válással végződött. 1938-ban az írónő férjhez ment Halász (Fischer) Miklós rozsnyói ügyvédhez, Fischer Mór és Ferderber Róza fiához. Még ebben az évben menekülnie kellett a faji üldözések elől. A második világháború alatt cikkeket írt antifasiszta lapokba. 1939-ben Párizsban az Üzenet, majd a Jászi Oszkár vezette Magyar Fórum munkatársa, később Spanyolországban és Portugáliában is megfordult. 1941-től az Egyesült Államokban élt, válása után 1945-től New Yorkban telepedett le. Haláláig a Harc című lap újságírója volt.

## Művei
- Az utolsó úr. Regény; Világosság Ny., Budapest, 1927
- Csillag a homlokán. Regény, 1-2.; Franklin, Budapest, 1933
- Jedviga kisasszony; Franklin, Budapest, 1934
- Egyszer élünk. Regény; Franklin, Budapest, 1935
- Lesz-e gyümölcs a fán?; Franklin, Budapest, 1948 (Magyar írók)